# برایان تکسیرا
برایان تکسیرا (انگلیسی: Bryan Teixeira؛ زادهٔ ۱ سپتامبر ۲۰۰۰) بازیکن فوتبال است.
از باشگاه‌هایی که در آن بازی کرده‌است می‌توان به باشگاه فوتبال کلرمون فوت اشاره کرد.